# Ратко Свилар
Ратко Свилар (Црвенка, 6. август 1950) је бивши југословенски и српски фудбалски голман и фудбалски тренер.

## Каријера
Каријеру је почео 1970. у Црвенки, а фудбалско име стекао у новосадској Војводини (1973-1980). Једну сезону је провео у америчком клубу Рочестер ленсерс (1978), али се брзо вратио у Војводину. Каријеру је наставио и завршио у белгијском Антверпену (1980-1996), где је касније био и помоћни тренер, а неколико пута и у улози првог тренера (2009. последњи пут).
Након завршетка спортске каријере покренуо је сопствени бизнис и бави се трговином сировим дрветом и производима од дрвета.
8. августа 2009. тешко је повређен у пожару током припреме роштиља на гас у његовој породичној кући у Вилрајку. Свилар је задобио тешке опекотине по лицу и леђима. Због бојазни доктора да су му плућа у пожару претрпела тешка оштећења, три дана је држан у вештачкој коми.

## Репрезентација
За сениорску репрезентацију Југославије је дебитовао 25. септембра 1976. у пријатељској утакмици са Италијом у Риму, где је Југославија поражена са 3:0, а Свилар је играо целу утакмицу. Био је у саставу репрезентације на Светском првенству 1982., али није одиграо ниједну утакмицу. Последњи меч у националном дресу је одиграо 1. јуна 1983. у пријатељској утакмици са Румунијом у Сарајеву (1:0). Укупно је одиграо 9 мечева за репрезентацију Југославије.